# ホールセールクラブ

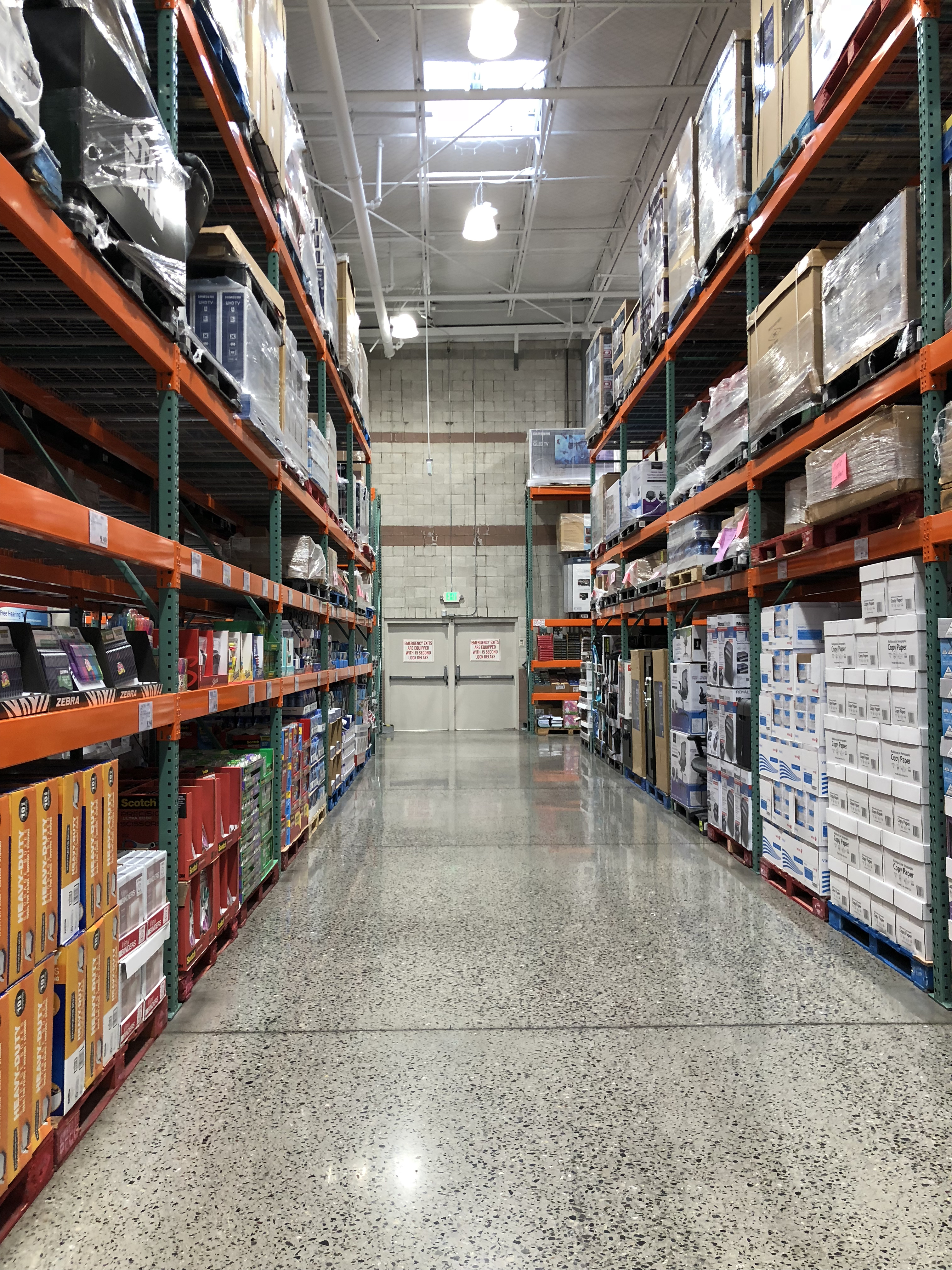
消費者は、ほとんどの商品を小売用のパッケージでパレットから直接選ぶ。（コストコ）

ホールセールクラブ（英語: wholesale club）とはディスカウントストアの一種であり、会員制を取って倉庫型の大規模な店舗で営業をするという形である。倉庫型店舗というところからウェアハウスクラブ（英語: warehouse club）とも呼ばれる。

## 概要
ホールセールクラブでは、安値で商品を入手できるということになっているものの、顧客は年会費を払って入会した上で店舗を利用するということになっている。品揃えの特徴としては、大規模店舗であるが商品の種類は限っており、同じ種類の商品を大量に販売するということで利益を出すという形式が取られている。このホールセールクラブというのはアメリカ合衆国で発展して、主にアメリカで取られている店舗の形態である。代表的なホールセールクラブに、コストコ(Costco)やサムズ・クラブ(Sam's Club)がある。
日本では、1992年から2002年まで存在したダイエーグループのコウズ（Kou's）がこれに当てはまる（ダイエー (店舗ブランド)#ホールセールクラブを参照）。日本ではコストコの一人勝ちとなっており、他社は新規参入しても撤退を繰り返す状況にある。